# Alessio Martinelli
Alessio Martinelli (Sondalo, 26 aprile 2001) è un ciclista su strada italiano che corre per il team VF Group-Bardiani CSF-Faizanè. È professionista dal 2022.

## Palmarès
- 2019 (Juniores)

3ª tappa Giro della Lunigiana (Casette di Massa > Casette di Massa)
- 2022 (Bardiani CSF, tre vittorie)

Grand Prix Alanya
4ª tappa Carpathian Couriers Race (Vysoké Tatry, cronometro)
Gran Premio Industrie del Marmo

### Altri successi
- 2019 (Juniores)

Classifica scalatori Tour du Pays de Vaud
- 2021 (Team Colpack)

Classifica giovani Giro della Regione Friuli Venezia Giulia
- 2023 (Green Project-BardianiCSF-Faizanè)

Classifica miglior italiano Giro Next Gen

## Piazzamenti

### Grandi Giri
- Giro d'Italia

2025: ritirato (16ª tappa)

### Classiche monumento
- Milano-Sanremo

2024: 67º
2025: 113º
- Giro di Lombardia

2024: 103º

### Competizioni mondiali
- Campionati del mondo

Yorkshire 2019 - In linea Junior: 2º